# Делонкль, Эжен
Антуан Октав Эжен Делонкль (фр. Antoine Octave Eugène Deloncle; 20 июня 1890, Брест — 7 января 1944, Париж) — французский военный и ультраправый политик. Террорист, организатор военного заговора. Коллаборационист Второй мировой войны.

## Семья и война
Антуан Шарль Луи Делонкль, отец Эжена Делонкля — герой Франции, оставшийся на капитанском мостике корабля «Бургундия», затонувшего 4 июля 1898. Дяди Эжена Делонкля — депутат парламента и сенатор. Эдит Кайе, племянница Эжена Делонкля — невестка Франсуа Миттерана. Луиза Лоран-Сели, сестра Эжена Делонкля — мать писателя Жака Лорана.
Эжен Делонкль окончил Политехническую школу, получил специальность военно-морского инженера. В Первую мировую войну служил офицером артиллерии. Отличился в боях, был ранен. Награждён Орденом Почётного легиона.

## Террор и заговор
Первоначально Делонкль примыкал к лиге Французское действие. Однако разошёлся со сторонниками Шарля Морраса, поскольку был сторонником фашизма, а не реставрации монархии.
В 1935 году Эжен Делонкль создал тайную организацию OSARN (Organisation secrète d’action révolutionnaire nationale — Секретная организация национального революционного действия), называемую также CSAR (Comité secret d’action révolutionnaire — Секретный комитет революционного действия). В прессе организацию прозвали La Cagoule (Капюшон), а её членов — кагулярами (из-за характерных ритуалов на собраниях). Этот термин употреблялся как презрительная кличка со стороны консервативных аристократов, членов Аксьон франсез, не одобрявших откровенно террористические методы Делонкля.
Кагуляры делали ставку на военный заговор и переворот с целью установления фашистского режима. В воззрениях Делонкля были также сильны элементы милитаризма и технократической диктатуры — Синархии (Synarchie).
Делонкль и его боевики совершили ряд террористических акций. 23 января 1937 они убили советского коммерческого представителя Дмитрия Навашина. 9 июня 1937, по заказу правительства Муссолини — итальянского антифашиста и либерального социалиста Карло Росселли с братом. 11 сентября 1937 кагуляры устроили взрывы в помещениях предпринимательских ассоциаций — Всеобщей конфедерации французских работодателей и Союза металлургической промышленности (цель состояла в том, чтобы навлечь подозрения и репрессии на коммунистов). Они же организовали взрыв на аэродроме, где находились самолёты, предназначенные испанским республиканцам.
Действовал Делонкль по согласованию с авторитетным военным деятелем правых взглядов генералом Анри Жиро. Экономическая поддержка поступала от симпатизировавших предпринимателей, включая основателя L’Oréal Эжена Шуллера.
Военный путч Делонкль запланировал на 16 ноября 1937. Однако заговор был раскрыт и организация разгромлена усилиями министра внутренних дел социалиста Маркса Дормуа. Более 100 активных кагуляров были арестованы полицией.

## Коллаборационизм и гибель
Делонкль возобновил активную деятельность во Франции после немецкой оккупации страны. В конце 1940 он учредил пронацистское Движение социальной революции. Кагуляры свели счёты с Дормуа — в ночь на 26 июля 1941 он был убит террористами. Они выполняли оперативные задания немецких спецслужб по борьбе с Сопротивлением, сотрудничали с милицией режима Виши. (В то же время немало активных кагуляров примкнули к Сопротивлению, некоторые стали близкими соратниками де Голля. Этому способствовал, с одной стороны, искренний французский национализм, с другой — характерная склонность к авантюризму и привычка к подполью.)
Крайняя амбициозность и жёсткость Делонкля провоцировали конфликты с другими коллаборационистскими лидерами. Первоначальный план объединения с Марселем Деа и его партией обернулся яростной враждой. Существует неподтверждённая версия, предполагающая, что одно из покушений на Деа было срежиссировано Делонклем.
В оперативном отношении Делонкль сотрудничал преимущественно с германской военной разведкой — абвером. Это вызывало недовольство партийной спецслужбы и политической полиции НСДАП. Постепенно отношения Делонкля с адмиралом Канарисом сделались признаком неблагонадёжности. 7 января 1944 Эжен Делонкль был убит агентами гестапо в порядке межведомственной конкуренции.